# Mission Marshall

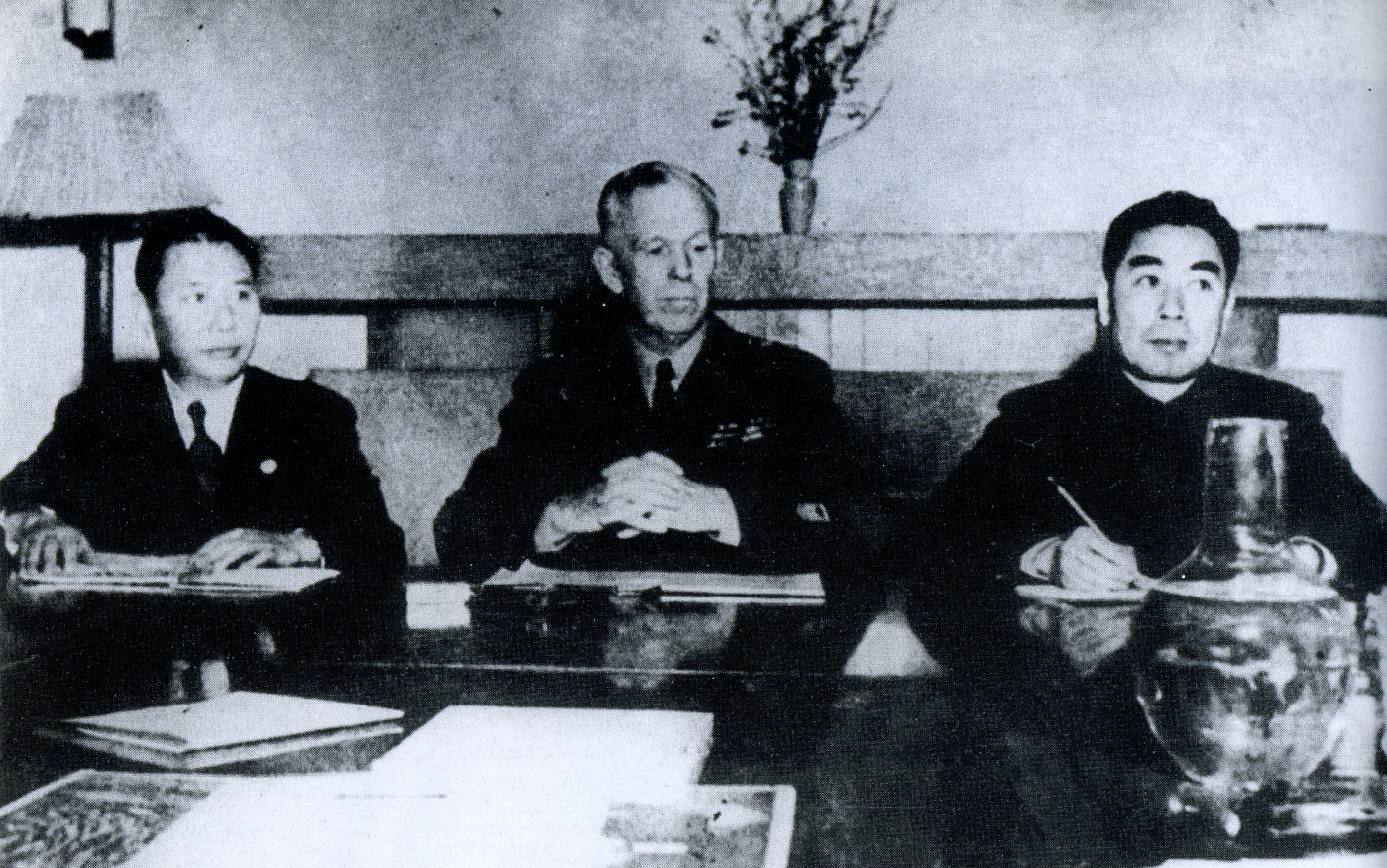
George Marshall avec le représentant nationaliste Chang Chun (à gauche) et le représentant communiste Zhou Enlai (à droite), en 1946.

La mission Marshall est une tentative infructueuse des États-Unis de mettre fin à la guerre civile chinoise en formant un gouvernement unifié avec le Kuomintang nationaliste de Tchang Kaï-chek et le Parti communiste chinois de Mao Zedong. La mission dure du 20 décembre 1945 à janvier 1947 et est dirigée par le général George Marshall.

## Contexte
La fin de la Seconde Guerre mondiale le 15 août 1945 représente également la conclusion de la seconde guerre sino-japonaise. Les communistes et les nationalistes se retrouvent alors dans une rivalité larvée, ils étaient avant la guerre en guerre ouverte totale. Les tentatives américaines de mettre fin au conflit civil ont échoué, en particulier la mission Hurley. Durant le combat contre les Japonais, les deux camps se sont mutuellement accusés de retenir leurs hommes et leurs armes en préparation de la future reprise de leur guerre. Ainsi, dans l'espoir désespéré de conserver le pays uni, le président Harry S. Truman envoie le général George Marshall fin 1945 en Chine pour trouver le compromis d'un gouvernement unifié.

## Arrivée de Marshall en Chine
Marshall arrive en Chine le 20 décembre 1945. Son objectif est d'unifier les nationalistes et les communistes dans l'espoir de voir naître une puissante Chine non-communiste qui puisse faire barrage à l'URSS. Après plusieurs semaines de consultations auprès des deux camps, Marshall amène nationalistes et communistes à la table des négociations. le plan prévu est la constitution d'un " comité des trois " ou la partie américaine doit coopérer avec les nationalistes représentés par Chang Chun et les communistes pour lesquels Zhou enlai va faire valoir ses qualités de diplomate. On envisage une démobilisation des forces communistes dont une partie doit être intégrée dans l'armée nationale, contre la mise en place d'un gouvernement d'union nationale. des équipes d' interposition constituées du même ratio un tiers, un tiers, un tiers, sont mises en place sur le terrain pour tenter de faire cesser les combats qui sont quasi quotidiens. Mais alors qu'un accord est célébré en grande pompe et que l'on semble s'acheminer vers la paix, plusieurs raisons vont finalement faire capoter la mission. Dans les deux camps, les extrémistes vont tenter de torpiller l' accord. Ceux-ci sont poussés à agir ainsi par la détérioration de la situation internationale. l'antagonisme montant entre le camp occidental et les soviétiques au printemps 1946. Mais surtout, le problème de la Mandchourie va s'avérer impossible à régler: dans cette province potentiellement très riche, communistes et nationalistes tentent de prendre position après le retrait de l'armée rouge soviétique qui occupe la région depuis son offensive de l'été 45. Chiang kaishek refuse que les équipes d'interposition officient dans la province et utilise même l'avion personnel de Marshall, gracieusement mis à sa disposition, pour coordonner une offensive sur l'axe Shenyang - Changchun, ce qui donne lieu aux deux premières batailles de Siping. la première gagnée par les communistes, la deuxième par leurs adversaires, qui réoccupent Changchun. Cela est évidemment très mal interprété par les communistes qui mettent en doute l'impartialité du négociateur américain. dans l'été, le conflit reprend de toutes parts et les négociations tombent dans une impasse. Chaque camp en venant à croire que seule la force triomphera. les nationalistes pensant pouvoir écraser les communistes en quelques mois, idées envers laquelle les conseillers américains avaient les plus grands doutes, en s'appuyant sur l'outil militaire bâti  par les américains depuis 2 ans. Les communistes eux, confiants dans l'appuis du peuple du nord de la chine et dans leurs méthodes de guerre irrégulière mises au points depuis maintenant bientôt 20 ans ( " Les nationalistes n'ont pas été capables de nous éliminer alors que nous étions 100.000 ... comment comptent-ils s'y prendre maintenant que nous sommes un million ? " Mao Zedong ), pensent l'emporter en quelques années où jouer un match nul, ouvrant une nouvelle phase de négociations. En dehors de la mauvaise volonté dans chaque camps, les efforts de Marshall sont également sapés en amérique, où il est critiqué par la droite conservatrice , aiguillonné par le " lobby chinois ". conscient de l'échec à venir, Marshall tente également de s'appuyer sur les " forces du centre " représentés par des petits partis démocratiques d'idéologie libérale. mais ceux-ci sont inaudibles, ne s'entendent pas entre eux, et sont menacés par les ultra-conservateurs. 
La mission était peut-être condamnée dès le départ par le fait qu'en cas de dérapage des négociations par la faute des nationalistes, l'administration Truman et le département d'état avait prévu de néanmoins soutenir ceux-ci et que par la faute de fuites, tout comme lors de l'épisode du limogeage du général Stilwell à l'automne 44, les nationalistes étaient parfaitement au courant. ce qui ne pouvait effectivement que les pousser à l'intransigeance ...    Finalement, en février 1947, exaspéré par l'échec des négociations, Marshall quitte la Chine. La mission Marshall semble bien avoir été une mission impossible ! 

## Suite
L'échec de la mission Marshall marque le retour de la guerre civile chinoise. George Marshall retourne aux États-Unis et se consacre à la reconstruction de l'Europe avec le plan Marshall. En 1949, le Kuomintang est chassé de Chine continentale, fuit sur l'île de Taïwan et les communistes établissent la République populaire de Chine.

## Attaques de Joe McCarthy
Le 9 juin 1951, Douglas MacArthur blâme la mission Marshall d'après-guerre d'avoir commis « ...l'un des plus grands échecs de l'histoire de la diplomate américaine, que le monde libre paye aujourd'hui dans le sang et les catastrophes... » dans un télégramme au sénateur William Knowland (en). Le 14 juin 1951, lorsque la guerre de Corée tourne à l'impasse entre les forces américaines et chinoises, le sénateur républicain Joseph McCarthy accuse Marshall d'être directement responsable de la « perte de la Chine (en) » vu que ce pays est passé d'ami à ennemi. McCarthy déclare que la seule explication à savoir pourquoi les États-Unis « sont tombés de notre position de plus puissante nation de la Terre à la fin de la Seconde Guerre mondiale à une position de faiblesse de notre hégémonie » est  que c'est « à cause d'une conspiration si immense et d'une infamie si noire qu'elle a pu éclipser une telle entreprise sans précédent dans l'histoire de l'homme ». McCarthy déclare que le général Albert Coady Wedemeyer avait préparé un plan avisé pour conserver la Chine comme allié de valeur mais qu'il avait été saboté, « il n'y a que dans la trahison que nous pouvons découvrir pourquoi le génie du mal contre-carre et repousse ». McCarthy suggère que Marshall était trop vieux et faible et facilement trompable, mais il ne l'accuse pas de trahison. McCarthy prétend précisément :  

« Quand Marshall est parti en Chine avec des ordres secrets du département d'État, les communistes à l'époque étaient coincés dans deux zones et se battaient pour une guerre perdue mais qu'à cause de ces ordres, la situation a radicalement changé en leur faveur. Selon ces ordres, Marshall devait mettre en place un embargo sur toutes les armes et munitions à nos alliés en Chine. Il a forcé l'ouverture du col de la montagne de Kalgan en Mandchourie, territoire nationaliste, afin que les communistes puissent accéder à de l'équipement japonais capturé. Il n'y a pas besoin de revenir sur la manière dont Marshall a essayé de forcer Tchang Kaï-chek à former un gouvernement unifié avec les communistes. »

L'opinion publique est amèrement divisée sur les rapports de Marshall. En 1952, Eisenhower, alors en campagne pour la présidentielle, dénonce l'échec de l’administration Truman en Corée, fait campagne avec McCarthy, et refuse de défendre les politiques de Marshall.